# Thomas Ernest Hulme
Thomas Ernest Hulme (Endon, 16 settembre 1883 – Oostduinkerke, 28 settembre 1917) è stato un poeta e critico inglese.
Tra i fondatori dell'imagismo, esercitò sul movimento un influsso prevalentemente filosofico con le sue tesi sulla fine dell'umanesimo in arte e in poesia e sull'artisticità dell'artificiale. 
La sua opera, pochi saggi e poesie, fu quasi interamente pubblicata postuma a cura dell'amico Herbert Read. Contribuì al periodico del movimento vorticista: Blast.
Volontario della grande guerra nella "Royal Marine Artillery", morì al fronte nel 1917 vicino a Nieuwpoort, in Belgio.

## Opere
- Speculations: Essays on Humanism and the Philosophy of Art (1924)
- Notes on Language and Style (1929)
- Further Speculations, a cura di Sam Hynes, University of Minnesota Press, (1955)
- The collected writings of T.E. Hulme, a cura di Karen Csengeri, Clarendon Press-Oxford University Press, (1994)
- Selected writings, a cura di Patrick McGuinness, Carcanet Press, (2003)
- Meditazioni, traduzione italiana di Ettore Re, Vallecchi Editore Firenze, (1969)